# Rolf Haller (Politiker)
Rolf Haller (* 1970) ist ein Schweizer Politiker (EDU Aargau).

## Familie und Beruf
Rolf Haller ist Leiter Technik und Produktion in einem Oberwynentaler Unternehmen. Er wohnt in Zetzwil im Kanton Aargau, ist verheiratet und Vater von vier Kindern.

## Politik

### EDU
Hallers parteipolitische Karriere begann, als er 1998 Sekretär der EDU Bezirk Kulm wurde. Vier Jahre später tauschte er dieses Amt mit dem Amt als Sekretär der EDU Aargau. Im Jahr 2011 wurde er zum Präsidenten der EDU Bezirk Kulm gewählt. Dieses Amt hat er noch heute (Oktober 2022) inne.

### Bezirksgericht Kulm
2000 wurde Haller zum Vizepräsidenten des Bezirksgerichts Kulm gewählt. In diesem Amt wurde er 2004, 2008, 2012 und 2020 bestätigt.

### Grosser Rat
Am 21. Oktober 2012 wurde Haller mit 1021 Stimmen in den Grossen Rat des Kantons Aargau gewählt. Als Folge musste er sein Amt am Bezirksgericht Kulm aufgeben. 2016, 2020 und 2024 wurde er im Amt bestätigt.
Rolf Hallers Schwerpunkte liegen in der Familien-, Ausländer- sowie Energiepolitik.
In der Familienpolitik befürwortet er die staatliche Unterstützung für alle Familien, besonders für diejenigen mit tiefem Einkommen. Subventionen für Tagesschulen, Tagesstätten oder Mittagstische lehnt er ab, da sie seiner Meinung nach bestimmte Familienstrukturen bevorzugen. Familien, welche ihre Kinder selber betreuen, dürften gegenüber denjenigen, welche ihre Kinder fremdbetreuen lassen, nicht schlechtergestellt werden.
In der Migrationspolitik tritt er für mehr Restriktionen ein. So sollen kriminelle Asylbewerber konsequenter ausgeschafft, Einbürgerungsanforderungen erhöht und die Personenfreizügigkeit aufgrund des Schengener Abkommens mit der Schweiz angepasst oder gekündigt werden.